# Junior Lima
Durval de Lima Junior (Campinas, 11 de abril de 1984), mais conhecido como Junior Lima, é um produtor musical, músico, cantor, compositor,  apresentador e ex-ator brasileiro. 
Junior ficou internacionalmente conhecido pela dupla Sandy & Junior entre 1990 e 2007, ao lado de sua irmã Sandy, tornando-se o astro de música pop que mais vendeu na história do Brasil e recordista de arrecadação em turnês.
Entre 2008 e 2009 foi baterista da banda Nove Mil Anjos. Entre 2009 e 2014 esteve no projeto de música eletrônica Dexterz.  Entre 2016 e 2019 esteve no duo eletrônico Manimal com Júlio Torres.
De 2017 até 2019, apresentava o canal Pipocando Música, no Youtube, ao lado de Bruno Bock.
O artista é casado desde outubro de 2014 com a modelo e designer Mônica Benini, com quem tem dois filhos.
Em 2023, foi lançado o seu primeiro álbum como solista, intitulado Solo (Vol. 1).

## Vida e carreira

### Início da vida
Junior Lima nasceu Durval de Lima Junior em 11 de abril de 1984 em Campinas, São Paulo. Ele é o segundo filho da empresária e produtora Noely Pereira de Lima e do cantor Xororó (nascido Durval de Lima). Lima é irmão da cantora e compositora Sandy, nascida em 28 de janeiro de 1983. No início da infância, os irmãos já faziam apresentações caseiras, influenciados por músicos na família. Junior ganhou sua primeira bateria do pai, Xororó, ainda pequeno: "Com 3 anos de idade, eu era completamente maluco por bateria. Convenci ele a me dar. Primeiro, quebrando a casa. Na época não tinha bateria do tamanho de criança. Ele arrumou uma que era um pouquinho menor do tamanho padrão. Eu tentava alcançar, mas eu não saia dali. Ali ele viu que era sério, não era fogo de palha, e mandou fazer uma do meu tamanho. Lembro que foi a alegria da história".

### 1990—2007: Sandy & Junior

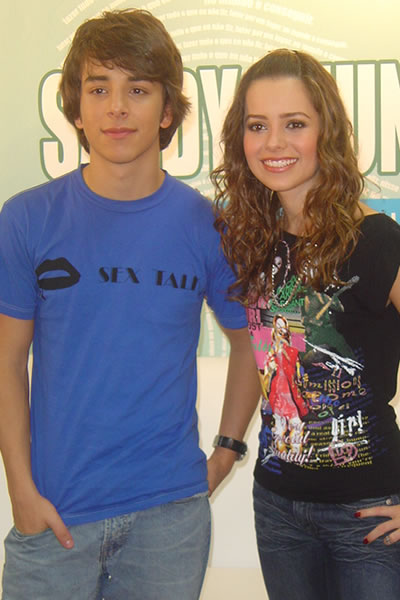
Junior fazia segunda voz na dupla com Sandy.

Junior e Sandy se apresentaram pela primeira vez na televisão em 1989, cantando "Maria Chiquinha" no Som Brasil. O áudio da apresentação foi retirado do vídeo e começou a tocar nas rádios. Com o sucesso, eles foram convidados pela gravadora Polygram a assinarem um contrato de três álbuns. Em 1991, os irmãos lançaram seu álbum de estreia, Aniversário do Tatu, que foi certificado com disco de ouro e vendeu 300 mil cópias no Brasil. Ao contrário de outros grupos infanto-juvenis da época, a dupla manteve o sucesso após a passagem da infância para a adolescência.
No final da década de 1990, a dupla transicionou para a música pop e recebeu certificados de diamante por álbuns como As Quatro Estações e Quatro Estações - O Show. Nos anos 2000, mantiveram o nível de sucesso: realizaram turnê em estádios, se apresentaram no Rock in Rio, rodaram a Europa e América Latina para divulgar seu trabalho e foram indicados ao Grammy Latino. A carreira de Junior e Sandy como dupla teve fim em 2007, com o lançamento do álbum e DVD Acústico MTV. Juntos, eles lançaram 16 álbuns (12 de estúdio e quatro ao vivo), vendendo mais de 22 milhões de cópias.
Sandy e Junior foram os primeiros artistas brasileiros a tocarem no estádio do Maracanã em turnê própria, apresentaram-se no Rock in Rio, reuniram público recorde de 1,2 milhão de pessoas em João Pessoa (PB), viajaram com oito mega-turnês por todo país e também ao exterior (EUA, Japão, Angola e Chile), tiveram um seriado homônimo na Rede Globo por cinco anos consecutivos e recordes de audiência no horário; também fizeram novela e cinema. Junior foi creditado como produtor musical pela primeira vez em 2002, por seu trabalho no álbum Ao Vivo no Maracanã (2002). Desde então, atuou na produção de diversos projetos musicais.
O artista também liderou a banda de black music SoulFunk, na qual era baterista e vocalista. O grupo encerrou suas atividades em julho de 2007, para que Junior pudesse se dedicar à sua última turnê com Sandy, Acústico MTV, porém voltaram a se reunir algum tempo depois.
"Conversamos muito. Nos trancamos no quarto e ficamos horas. Temos certeza disso. A gente estava fazendo um som que a gente curtia, mas, às vezes, dava uma vontade de se expressar mais enquanto pessoa única. Como dupla você é só 50%. Deu essa vontade de ser único, individual."

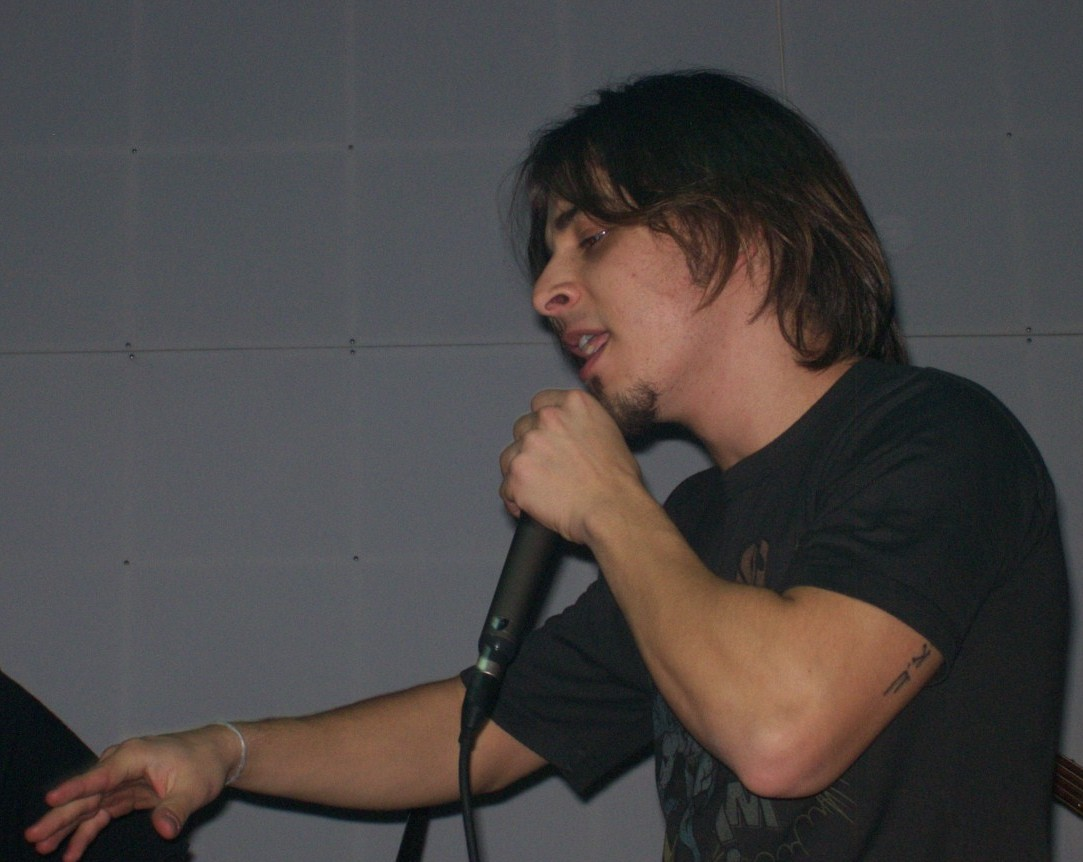
Junior se apresentando com a banda SoulFunk em 2007.

### 2008—2009: Nove Mil Anjos
Em 5 de setembro de 2008, Junior anunciou seu novo projeto musical, a banda Nove Mil Anjos. Formada por Junior Lima na bateria, Champignon no baixo, Peu Sousa na guitarra e Péricles Carpigiani, o Perí, nos vocais. No mesmo ano, a banda lançou o primeiro e único álbum, intitulado "9MA".
Em setembro de 2009 a banda Nove Mil Anjos anunciou o fim de suas atividades. Após o 9MA, Junior Lima fez algumas apresentações com a dupla de música eletrônica Crossover, que é integrada por Amon Lima e o DJ Júlio Torres. Desde 2009, Junior faz apresentações de música eletrônica, também com esta dupla, porém, agora, com o codinome Dexterz. Neste trio, ele é responsável por tocar, principalmente, bateria. Além de objetos inovadores, como um iPad para fazer música.

### 2010—presente: Dexterz, produtor musical e outros projetos
A banda Dexterz foi formada por Junior, Amon-rá Lima e Júlio Torres a partir do antigo grupo Crossover. O trabalho do grupo baseia-se em música eletrônica. O primeiro single do Dexterz é uma canção instrumental chamada Children. Junior e Lucas Lima produziram o CD solo de estreia de Sandy, Manuscrito (2010), e também seu primeiro DVD solo, Manuscrito Ao Vivo (2011).
Em 2015, estreou como apresentador do VEVO Sessions. O artista também produziu o EP Vício, da artista brasileira Manu Gavassi, tendo participação na websérie da cantora, intitulada Vício e publicada no YouTube, em 2016. Em junho do mesmo ano, anunciou sua volta à música como cantor. Em outubro, lança seu primeiro single solo, a canção "Sintoma", composta por ele mesmo. Ainda em 2016, lançou seu segundo projeto de música eletrônica, o duo Manimal, formado por ele e o DJ Júlio Torres.
Seu trabalho mais recente é a parceria com Bruno Bock para apresentar o projeto Pipocando Música, um projeto no YouTube derivado do canal de cinema Pipocando, sobre curiosidades do mundo da música, dentre outros assuntos dentro desse espectro. Em 2019, Junior se reuniu à Sandy para uma turnê comemorativa intitulada Nossa História, que se tornou um sucesso comercial e de crítica.

Em 	29 de outubro de 2023, lança o álbum Solo (Vol. 1).

## Vida pessoal
Em 1998 namorou a atriz Bruna Thedy, com quem atuava no seriado Sandy & Junior. Namorou a atriz Julia Faria entre 2005 e 2007. Em 2012 começou a namorar a modelo Mônica Benini, com quem se casou em 25 de outubro de 2014 na Fazenda Santa Bárbara, em Itatiba. O casal tem dois filhos: Otto, nascido em 1 de outubro de 2017, e Lara, nascida em 10 de outubro de 2021.
Junior Lima possui ascendência africana, indígena, italiana e portuguesa.
Junior Lima é praticante de jiu-jitsu, atualmente é faixa preta.

## Discografia

### Álbuns de estúdio
| Álbum         | Detalhes |
| ------------- | --- |
| Solo (Vol. 1) | - Lançamento: 29 de outubro de 2023 - Formatos: Download digital, streaming - Gravadora: Jack Promoções, Virgin Music Brasil |
| Solo (Vol. 2) | - Lançamento: 23 de maio de 2024 - Formatos: Download digital, streaming - Gravadora: Jack Promoções, Virgin Music Brasil    |

### Singles
| Título                     | Ano  | Álbum                         |
| -------------------------- | ---- | ----------------------------- |
| "Collab: Sintoma"          | 2016 | Não adicionado à nenhum álbum |
| "De Volta pra Casa"        | 2023 | Solo (Vol. 1)                 |
| "Seus Planos"              | 2024 | Solo (Vol. 2)                 |
| "Fome" (com Gloria Groove) | 2024 | Solo (Vol. 2)                 |
| "Sobre Nós"                | 2025 | Não adicionado à nenhum álbum |

## Filmografia

### Internet
| Ano       | Título           | Personagem   |
| --------- | ---------------- | ------------ |
| 2017–2019 | Pipocando Música | Apresentador |

### Televisão
| Ano     | Título                             | Personagem   | Notas                            |
| ------- | ---------------------------------- | ------------ | -------------------------------- |
| 1991    | A História de Ana Raio e Zé Trovão | Ele mesmo    | Episódio: "25 de agosto de 1991" |
| 1992    | Xuxa Especial - Lar dos Idosos     | Ele mesmo    | Especial de final de ano         |
| 1997–98 | Sandy & Junior Show                | Apresentador |                                  |
| 1999–02 | Sandy & Junior                     | Junior Lima  |                                  |
| 2001    | Estrela-Guia                       | Zeca         |                                  |
| 2004    | Quebrando a Rotina                 | Participante | Temporada 1                      |
| 2020    | Sandy & Junior: A História         | Ele mesmo    |                                  |

### Cinema
| Ano  | Título                 | Personagem | Notas          |
| ---- | ---------------------- | ---------- | -------------- |
| 1997 | O Noviço Rebelde       | Junior     |                |
| 2003 | Acquária               | Kim        |                |
| 2006 | Estranho Jeito de Amar | Pedro      | Curta-metragem |

## Prêmios e indicações
- 1 Prêmio "Meus Prêmios Nick 2001" (Cantor)
- 1 Prêmio "Meus Prêmios Nick 2002" (Cantor)
- 1 Prêmio "Multishow de Música Brasileira 2005" (Instrumentista)
- 1 Indicação "Meus Prêmios Nick 2006" (Cantor)